# Maria Bruna
Pour les articles homonymes, voir Bruna.
Maria Bruna Estrach (née en 1984) est une mathématicienne appliquée espagnole dont les intérêts incluent la modélisation stochastique de phénomènes multi-échelles avec des applications en biomathématique et dans l'industrie. Elle est affiliée à l'université de Cambridge, où elle est maître de conférences universitaire et chercheuse universitaire de la Royal Society au département de mathématiques appliquées et de physique théorique, et membre du Churchill College de Cambridge.

## Formation et carrière
Bruna est née en 1984 à Barcelone et a grandi à Sant Cugat del Vallès, une ville au nord de Barcelone, et en grandissant là-bas est devenue une joueuse passionnée de hockey sur gazon avec le Júnior Futbol Club (ca). Elle a étudié les mathématiques et le génie industriel en premier cycle à l'université polytechnique de Catalogne, y terminant ses études en 2008. Après être venue à l'université d'Oxford pour un programme de maîtrise d'un an en ophtalmologie mathématique, elle a été invitée à rester à Oxford pour ses études de doctorat et a terminé un doctorat en mathématiques appliquées en 2012.
Après avoir terminé son doctorat, Bruna a été chercheuse postdoctorale en informatique à l'université d'Oxford, boursière Olga Taussky Pauli et chercheuse postdoctorale principale à l'Institut Johann Radon de mathématiques computationnelles et appliquées en Autriche, et chercheuse junior en mathématiques au St John's College d'Oxford, avant de déménager à Cambridge en 2019.

## Reconnaissance
En 2016, Bruna a reçu une bourse L'Oréal-UNESCO Women in Science, la première en mathématiques. Elle est également lauréate 2016 des Aviva Women of the Future Awards.
En 2020, la London Mathematical Society a décerné à Bruna un prix Whitehead « en reconnaissance de ses recherches exceptionnelles sur l'homogénéisation asymptotique, principalement dans le développement systématique de modèles de continuum de systèmes de particules en interaction ».